# جيمس ميلر (روائي)
جيمس ميلر (بالإنجليزية: James Miller)‏ (1976، لندن في المملكة المتحدة)؛ روائي بريطاني. درس في كلية الملك في لندن.